# Bulolia
Bulolia là một chi nhện trong họ Salticidae.